# 偏花关木通
偏花关木通（学名：Isotrema obliquum）又名汉防已，为马兜铃科关木通属的植物，是中国的特有植物。分布在中国大陆的云南，生长于海拔2,200米至2,600米的地区，常生长在山坡阔叶林下阴湿处，目前尚未由人工引种栽培。
檐部不等裂, 偏斜, 上部全裂, 下部深裂, 裂片三角形, 直伸。